# Aipe
Aipe ist eine Gemeinde (municipio) im Departamento Huila in Kolumbien.

## Geographie
Aipe liegt im Nordwesten von Huila in der Subregion Subnorte auf einer Höhe von 350 Metern am Río Magdalena, 32 km von Neiva entfernt. Die Gemeinde nimmt etwa 3,8 % der Fläche von Huila ein. Aipe hat eine Jahresdurchschnittstemperatur von 28 °C. An die Gemeinde grenzen im Norden Ataco und Natagaima in Tolima, im Osten Villavieja und Tello, im Süden Neiva und im Westen Planadas und Ataco in Tolima. Aipe gehört zur inoffiziellen aber de facto existierenden Metropolregion Neiva. 

## Bevölkerung
Die Gemeinde Aipe hat 16.818 Einwohner, von denen 10.963 im städtischen Teil (cabecera municipal) der Gemeinde leben. In der Metropolregion leben 499.618 Menschen (Stand: 2022).

## Geschichte
Aipe wurde 1741 gegründet. Seit 1912 hat Aipe den Status einer Gemeinde.

## Wirtschaft
Die wichtigsten Wirtschaftszweige von Aipe sind Tierhaltung (Geflügel und Rinder), Erdölgewinnung und Bergbau.